# Стайлз, Эзра
Эзра Стайлз (Стайлс) (англ. Ezra Stiles; 10 декабря 1727 года — 12 мая 1795 года) — американский учёный и педагог, священник-конгрегационалист, теолог и литератор. Он был седьмым президентом Йельского колледжа (1778—1795) и одним из основателей Университета Брауна.

## Ранний период жизни

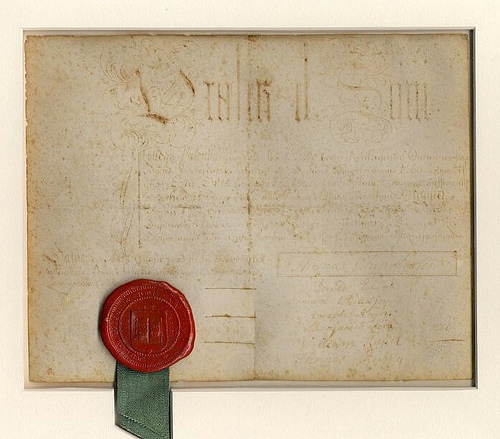
Диплом Йельского колледжа, Эзра Стайлз, выпуск 1746

Родился в семье преподобного Айзека Стайлза в Норт-Хейвене, штат Коннектикут, и Кезии Тейлор (1702—1727), дочери поэта Эдварда Тейлора. Эзра Стайлз окончил Йельский колледж в 1746 году. Он изучал богословие и был рукоположён в 1749 году, преподавал в Йеле с того же года вплоть до 1755 года.
Однажды Стайлз чуть не стал англиканцем: Преподобный Сэмюэл Джонсон в письме к архиепископу Кентерберийскому Сикеру 10 апреля 1762 года признался, что Стайлз «когда-то собирался соответствовать Церкви, но его отговорили друзья, и он стал во многом вольнодумцем». В 1753 году Стайлз оставил пост священника, чтобы посвятить себя юриспруденции и адвокатуре в Нью-Хейвене, но два года спустя вернулся на службу в качестве священника-конгрегационалиста. Историки Хелен А. Лэйн и Марион Б. Уокден писали, что он был первым служителем общины Дайтон в Массачусетсе.
В 1784 году Стайлз был избран почётным членом Ордена Цинцинната в Коннектикуте, став одним из первых, удостоенных такой чести, за его горячую поддержку дела борьбы за независимость США.

## Жизнь в Ньюпорте

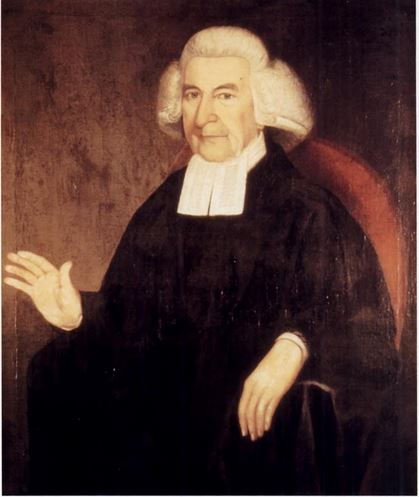
Эзра Стайлз, портрет работы Рубена Молтропа

Англиканская церковь Троицы в Ньюпорте, штат Род-Айленд, пригласила его стать пастором, но Стайлз отклонил предложение. Вместо этого в 1755 году он стал пастором Второй Конгрегационалистской Церкви, также в Ньюпорте, где он также служил библиотекарем Редвудвудской библиотеки и Атенеума. Он вёл информативный дневник своей жизни и интересных знакомств в Ньюпорте. Дом Эзры Стайлза в Ньюпорте включён в Национальный реестр исторических мест США.

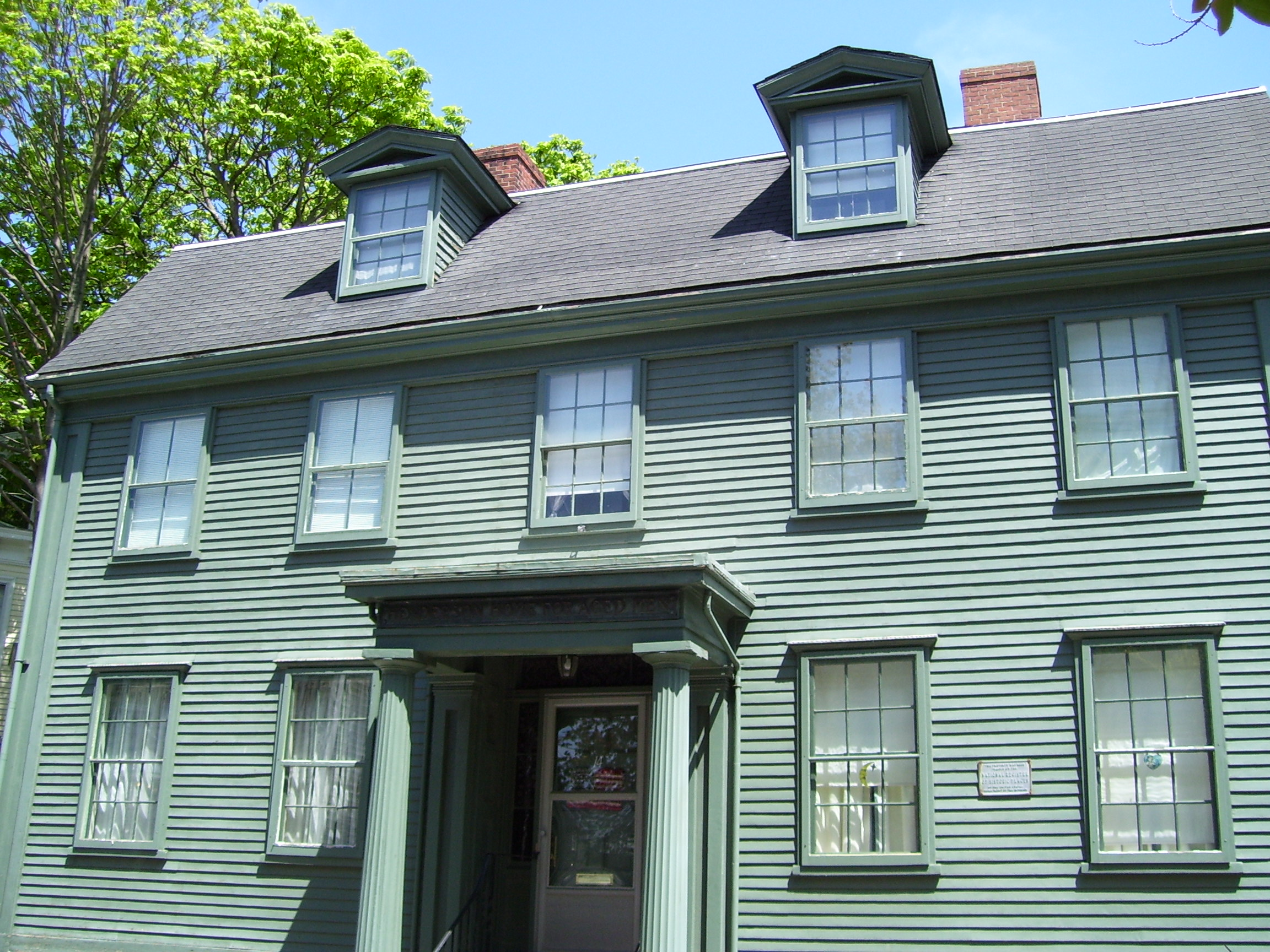
Дом Эзры Стайлза в Ньюпорте, Род-Айленд

Время от времени Стайлз вкладывал деньги в бизнес торговцев и моряков своей общины; в 1756 году он отправил в Африку хогсхед рома, за который с ним расплатились, отдав ему 10-летнего мальчика-раба, которого он назвал «Ньюпорт». Примерно в то же время он совместно с другим ньюпортским священником Сэмюэлем Хопкинсом написал о «громадной бесчеловечности и жестокости» рабства в Соединённых Штатах.

### Основание Университета Брауна
В 1764 году Стайлз участвовал в учреждении Колледжа в английской колонии Род-Айленд и на плантациях Провиденс (первоначальное название Университета Брауна), внеся свой вклад в составление его устава (хартии) и выступив в качестве сооснователя и попечителя наряду с 35 другими деятелями, включая Стивена Хопкинса, Уильяма Эллери, Сэмюэля Уорда, священников Джона Гано, Айзека Бэкуса, Сэмюэля Стиллмана и Джеймса Мэннинга. При разработке хартии Стайлз, как человек эрудированный, использовал общественно-значимые заявления, определяющие Колледж Род-Айленда как «либерально-католический институт», в котором «никогда нельзя допускать [при приёме] тест на религиозность». В хартии отражены и его личные пристрастия: его проект хартии предусматривал, что в попечительский совет войдут коллеги-конгрегационалисты, однако Ассамблея (законодательное собрание) Род-Айленда, в целом подхватив его идею, увеличила число баптистов, представителей Епископальной церкви и квакеров, отражая более экуменический характер государства.

### Исследования Библии
Стайлз завязал тесную дружбу с раввином Хаимом Исааком Каригалом, когда тот в течение полугода жил в Ньюпорте (1773). В записках Стайлза описаны 28 встреч, в ходе которых обсуждался широкий спектр тем от Каббалы до политических аспектов Святой Земли. Стайлз совершенствовал свои элементарные знания иврита до такой степени, что он и Каригал переписывались на этом языке.
Знание Стайлзом иврита также позволило ему перевести значительные фрагменты Ветхого Завета на английский язык. Как и многие христианские исследователи того времени, он полагал, что возможность работы с текстом на языке оригинала полезна для его правильной интерпретации.

## Американская революция

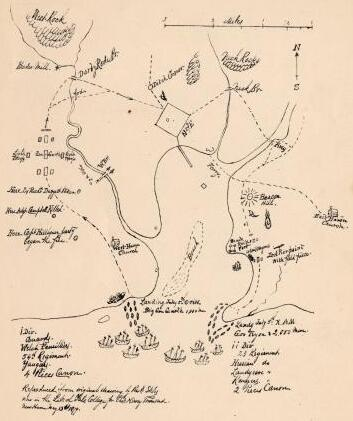
Карта позиций британских войсках, вторгшихся в Нью-Хейвен, Коннектикут, июль 1779 г. Составлена Эзрой Стайлзом.

Стайлз уехал из Ньюпорта до ввода регулярной армии англичан в город в конце 1776 года. В 1777 году он стал пастором Конгрегационалистской церкви в Портсмуте, штат Нью-Гемпшир.
Стайлз придерживался монархических взглядов. В своей проповеди под названием «Соединённые Штаты возвысились до славы и чести», которую он произнёс на Генеральной Ассамблее штата Коннектикут в 1783 году, Стайлз заявил, что «монархия, управляемая с бесконечной мудростью и бесконечной доброжелательностью, является самой совершенной из всех возможных форм правления».

## Бытность президентом Йеля и научное наследие

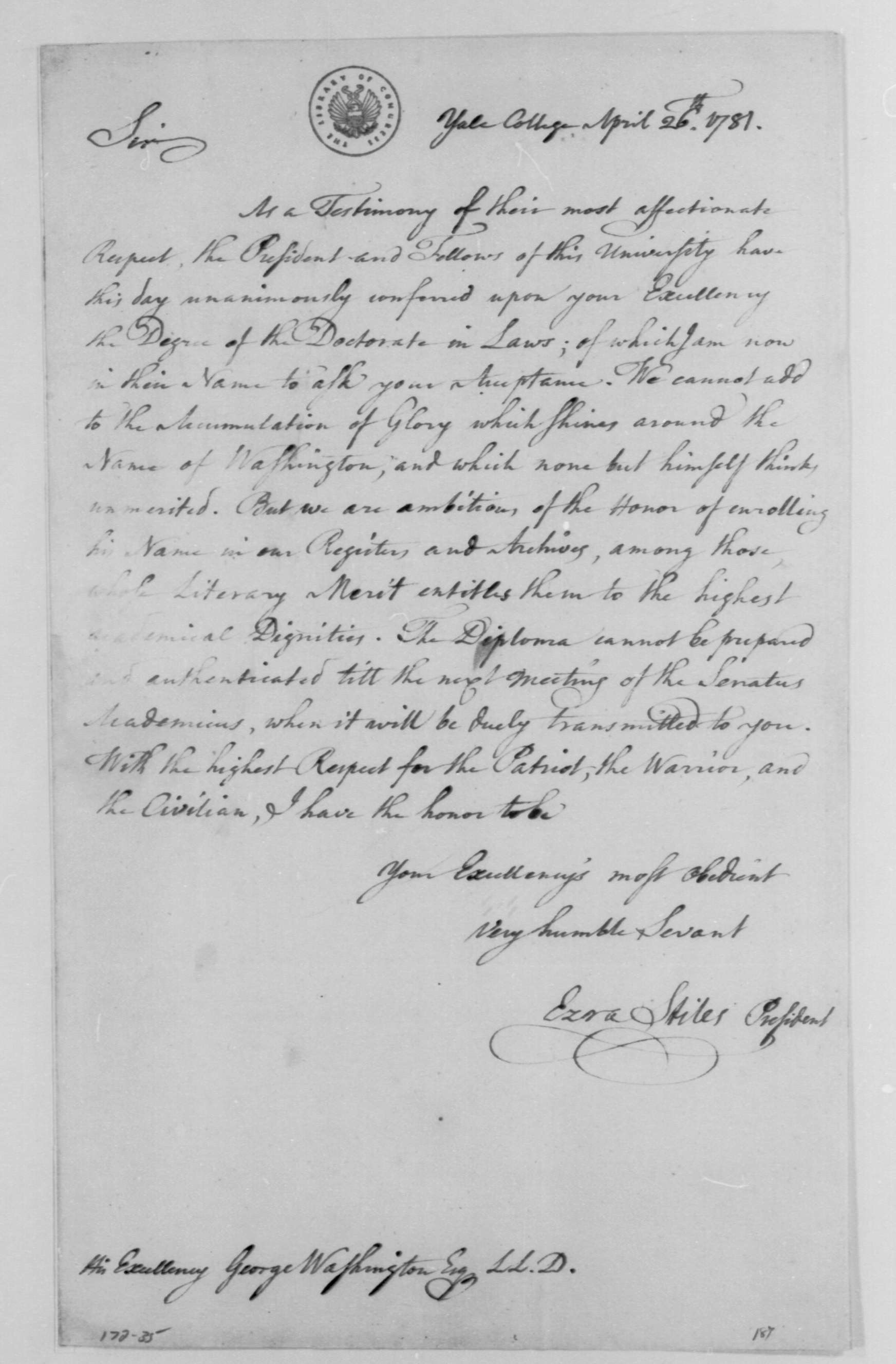
Письмо Стайлза Джорджу Вашингтону о присуждении последнему Почётной степени президентом и попечителями Йельского колледжа, 1781

В 1778 году он был назначен президентом Йельского колледжа и занимал эту должность вплоть до своей кончины. 9 июня 1778 года, готовясь к переезду в Нью-Хейвен, Стайлз дал своему рабу Ньюпорту вольную; в 1782 году он нанял его за 20 долларов в год и подписал контракт на работу двухлетнего сына Ньюпорта сроком на 24 года. Будучи президентом Йельского колледжа, Стайлз стал его первым профессором семитологии и потребовал, чтобы все студенты изучали иврит (как это уже делали студенты Гарварда); его первая вступительная речь в сентябре 1781 года (во время Войны за независимость США никакие церемонии не проводились) была произнесено на иврите, арамейском и арабском языках. К 1790 году, столкнувшись с неспособностью привить интерес к языку в студенческом сообществе, Стайлз писал: 
С момента, когда я впервые занял пост Президента, я обязал всех первокурсников изучать иврит. Это оказалось очень неприятным для ряда студентов. В этом году я решил обучать только тех, кто идёт на это добровольно.
 Тем не менее, в 1785 и 1792 года, студенты, удостоенные права произнести речь при выпуске, выступили на иврите.
Стайлз был также учёным-любителем, переписывался с Томасом Джефферсоном и Бенджамином Франклином на тему научных открытий. Используя оборудование, подаренное колледжу Франклином, Стайлз провёл в Новой Англии эксперименты с электричеством, тем самым продолжив практику, начатую предыдущим президентом колледжа Томасом Клэпом. Зарядив стеклянную трубку статическим электричеством, Стайлз использовал её, чтобы «вызвать удивление и восхищение аудитории». Однажды он шокировал собравшихся 52 человека, когда при помощи вина и рома заставил передвигаться мёртвых пауков. Такие эксперименты проводились и ранее, и отмечалось, что «у Стайлза, похоже, недостаточно гения для того, чтобы раздвинуть границы знания», а его наблюдения «не открыли ничего нового». Он был скорее учеником и учителем, чем экспериментатором. Тем не менее, в 1781 году он был избран членом Американской академии наук и искусств.
Его книга «Соединённые Штаты возвысились до славы и чести» (англ. The United States elevated to Glory and Honor) вышла в 1783 году.
Стайлз был почётным доктором богословия Эдинбургского университета (1765), Дартмутского колледжа (1780) и Принстонского университета (1784).
Стайлз выступил инициатором первой, хотя и неудачной, попытки установления прямых научных контактов между российскими и американскими учёными: в 1765 году он написал личное письмо Михаилу Ломоносову, в котором положительно отозвался о планах последнего заняться исследованием арктических областей и поиском пути из России в Северную Америку через Арктику. Это письмо было направлено Бенджамину Франклину для пересылки в Санкт-Петербург, но так и не было отправлено последним, по всей вероятности, в связи с сообщениями о кончине Ломоносова.

### Йельское наследие

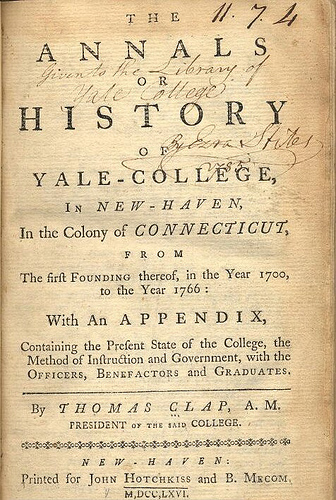
Фронтиспис, Анналы или История Йельского колледжа в Нью-Хейвене, в колонии Коннектикут, президента Йельского колледжа Томаса Клэпа, 1766. В книге имеется надпись: «Передано в Библиотеку Йельского колледжа Эзрой Стайлзом в 1785 году».

Легенда о том, что еврейские слова «Урим» и «Туммим» (אורים ותמים) на Йельском гербе присутствуют там благодаря Эзре Стайлзу, не соответствует действительности. Иврит использовался на йельском магистерском дипломе самого Стайлза в 1749 году, за десятилетия до того, как он стал президентом Йельского колледжа.
В 1961 году Йельский университет назвал в его честь новый колледж (англ. Ezra Stiles College), построенный по проекту Ээро Сааринена. Талисманом колледжа является лось. Рядом с колледжем находится его архитектурный «близнец», названный в честь Сэмюэля Морзе.

## Личная жизнь
Стайлз был женат дважды (первым браком на Элизабет Хаббард, вторым — на Мэри Чекли Крэнстон). У него было восемь детей.
Сын Стайлза Эзра Стайлз-младший получил образование сначала в Йельском колледже, затем в Гарвардском колледже, где изучал право, окончив его в 1778 году. Эзра Стайлз-младший впоследствии поселился в Вермонте и участвовал в установлении границ между штатами Вермонт и Нью-Гэмпшир (скончался 22 августа 1784 года).
Его дочь Эмилия вышла замуж за судью и сенатора штата Джонатана Ливитта из Гринфилда, штат Массачусетс.
В 1790 году другая дочь Стайлза, Мэри, вышла замуж за Абиэля Холмса, священнослужителя и историка конгрегационализма и выпускника Йельского колледжа.
Сын, Абиэль, был отцом Оливера Уэнделла Холмса-старшего.